# Neil Jackson
Neil Jackson (Luton, 5 marzo 1976) è un attore e scrittore britannico.

## Biografia
Ha recitato in diversi film e serie televisive. È conosciuto specialmente per il suo ruolo di Marcus Van Sciver in Blade - La serie del 2006. Nel 2008 e nel 2009 ha recitato nei film Quantum of Solace e Push. Dal 2009 al 2012 ha interpretato Sasha Belov nella serie Make It or Break It - Giovani campionesse. I suoi crediti includono anche la sceneggiatura del film Il passaggio, diretto da Mark Heller uscito nel 2007. Dal 2017 al 2020 interpreta Jack Byrne nella serie Absentia. Dal 2020 al 2022 è nella serie Stargirl.

## Filmografia

### Cinema
- Alexander, regia di Oliver Stone (2004)
- Breakfast on Pluto, regia di Neil Jordan (2005)
- The Plan (The Last Drop), regia di Colin Teague (2006)
- The Thirst, regia di Jeremy Kasten (2006)
- Il passaggio (The Passage), regia di Mark Heller (2007)
- Quantum of Solace, regia di Marc Forster (2008)
- Push, regia di Paul McGuigan (2009)
- Table for Three, regia di Michael Samonekr (2009)
- Incontrerai l'uomo dei tuoi sogni (You Will Meet a Tall Dark Stranger), regia di Woody Allen (2010)
- True Bloodthirst, regia di Todor Chapkanov (2012)
- Animali notturni (Nocturnal Animals), regia di Tom Ford (2016)
- Benvenuti a Marwen (Welcome to Marwen), regia di Robert Zemeckis (2018)
- The King's Man - Le origini (The King's Man), regia di Matthew Vaughn (2020)

### Televisione
- Dream Team – serie TV, episodi 5x01-6x32 (2001-2003)
- Heartbeat – serie TV, episodio 11x13 (2002)
- The House That Jack Built – serie TV, episodio 1x01 (2002)
- Is Harry on the Boat? – serie TV, episodio 1x10 (2002)
- Ultimate Force – serie TV, episodio 1x03 (2002)
- Testimoni silenziosi (Silent Witness) – serie TV, episodi 6x05-6x06 (2002)
- The Last Detective – serie TV, episodio 1x04 (2003)
- Red Cap – serie TV, episodio 2x04 (2004)
- Sugar Rush – serie TV, 7 episodi (2005)
- Stargate SG-1 – serie TV, episodio 9x09 (2005)
- Blade - La serie (Blade: The Series) – serie TV, 12 episodi (2006)
- Cold Case - Delitti irrisolti (Cold Case) – serie TV, episodio 4x03 (2006)
- CSI - Scena del crimine (CSI: Crime Scene Investigation) – serie TV, episodio 8x02 (2007)
- How I Met Your Mother – serie TV, episodio 3x03 (2007)
- CSI: Miami – serie TV, episodio 7x02 (2008)
- The Cleaner – serie TV, episodi 1x10-1x13 (2008)
- Stargate Atlantis – serie TV, episodio 5x19 (2008)
- Make It or Break It - Giovani campionesse (Make It or Break It) – serie TV, 36 episodi (2009-2012)
- Upstairs Downstairs – serie TV, 9 episodi (2010-2012)
- FlashForward – serie TV, 5 episodi (2010)
- White Collar – serie TV, episodio 3x01 (2011)
- Little Crackers – serie TV, episodio 2x01 (2011)
- Sleepy Hollow – serie TV, 10 episodi (2013-2015)
- Jo – serie TV, episodio 1x04 (2013)
- Lightfields – miniserie TV, 5 episodi (2013)
- Person of Interest – serie TV, episodio 3x16 (2014)
- Blindspot – serie TV, episodio 1x18 (2016)
- The Originals – serie TV, episodio 4x01 (2017)
- Grantchester – serie TV, episodio 3x06 (2017)
- Absentia – serie TV, 30 episodi (2017-2020)
- Westworld - Dove tutto è concesso (Westworld) – serie TV, episodio 2x03 (2018)
- Stargirl – serie TV, 17 episodi (2020-2022)

## Doppiatori italiani
Nelle versioni in italiano delle opere in cui ha recitato, Neil Jackson è stato doppiato da:
- Giorgio Borghetti in Westworld - Dove tutto è concesso, The King's Man - Le origini, Tracker
- Gianfranco Miranda in Person of Interest, White Collar
- Alessio Cigliano in Benvenuti a Marwen, Stargirl
- Davide Marzi in Alexander
- Francesco Bulckaen in Blade - La serie
- Francesco Pezzulli in Cold Case - Delitti irrisolti
- Claudio Ridolfo in How I Met Your Mother
- Christian Iansante in CSI - Scena del crimine
- Edoardo Stoppacciaro in CSI: Miami
- Vittorio Guerrieri in Make It or Break It - Giovani campionesse
- Emiliano Coltorti in Incontrerai l'uomo dei tuoi sogni
- Roberto Certomà in FlashForward
- Fabrizio Picconi in Blindspot
- Stefano Thermes in The Originals
- Gabriele Sabatini in Absentia